# Aire d'attraction de Saint-Étienne
L'aire d'attraction de Saint-Étienne est un zonage d'étude défini par l'Insee pour caractériser l’influence de la commune de Saint-Étienne sur les communes environnantes. Publiée en octobre 2020, elle se substitue à l'aire urbaine de Saint-Étienne, qui comportait 117 communes dans le zonage de 2010.

## Définition
L'aire d'attraction d'une ville est composée d’un pôle, défini à partir de critères de population et d’emploi ainsi que d’une couronne constituée des communes dont au moins 15 % des actifs travaillent dans le pôle. Le pôle d’attraction constitue ainsi un point de convergence des déplacements domicile-travail,.

## Géographie
L’aire d'attraction de Saint-Étienne est une aire inter-départementale qui comporte 105 communes : 91 situées dans la Loire et 14 dans la Haute-Loire. 

### Carte

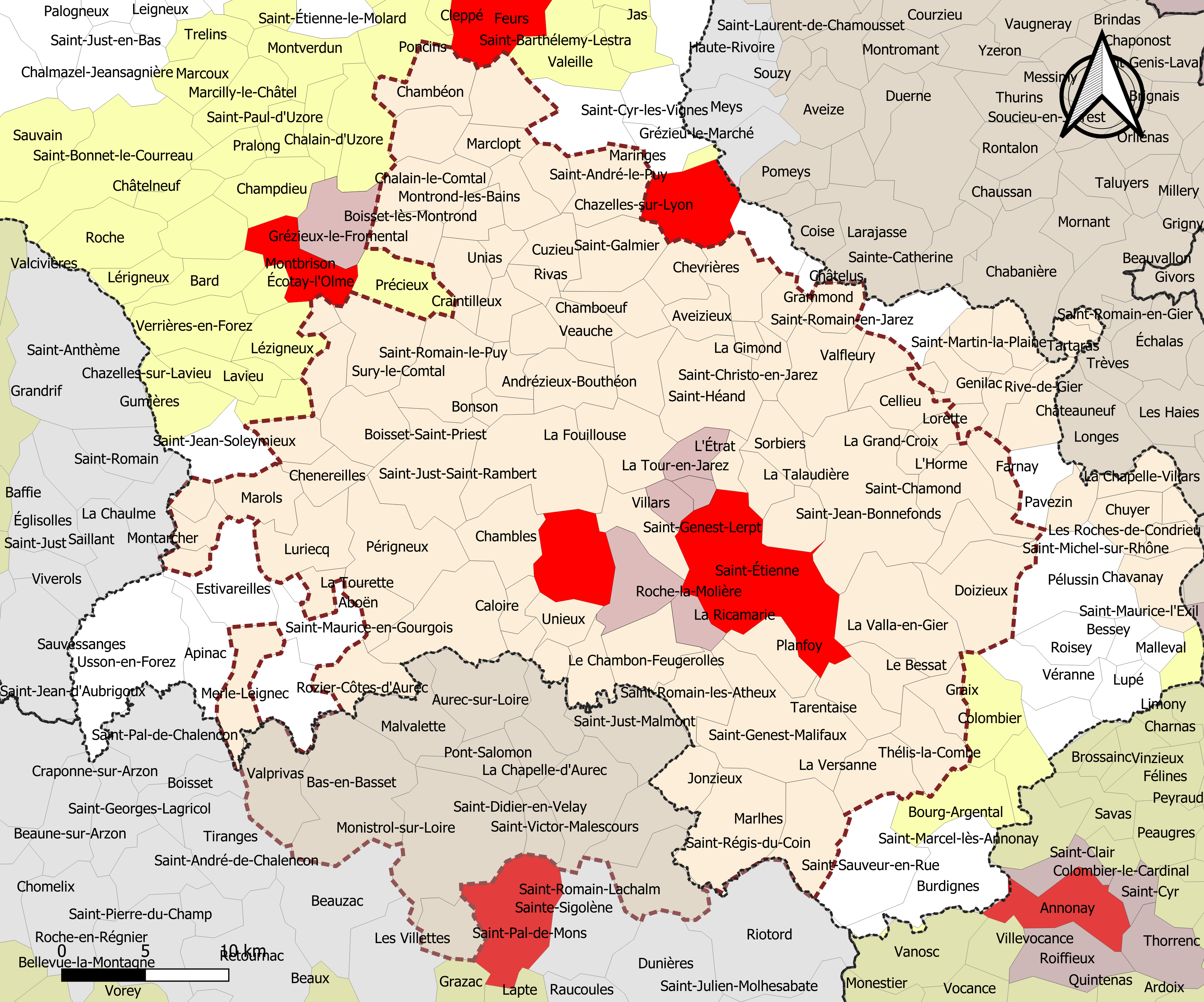
Carte de l'aire d'attraction de Saint-Étienne.
Commune-centre
Commune du pôle principal
Commune de la couronne

### Composition communale
| Catégorie                  | Département | Communes | Communes |
| Catégorie                  | Département | Nombre   | Libellé |
| -------------------------- | ----------- | -------- | --- |
| Commune-centre             | Loire       | 1        | Saint-Étienne. |
| Communes du pôle principal | Loire       | 5        | L'Étrat, La Ricamarie, Roche-la-Molière, Saint-Priest-en-Jarez, Villars. |
| Communes de la couronne    | Loire       | 85       | Aboën, Andrézieux-Bouthéon, Aveizieux, Bellegarde-en-Forez, Le Bessat, Boisset-lès-Montrond, Boisset-Saint-Priest, Bonson, Caloire, Cellieu, Chalain-le-Comtal, Chambéon, Chambles, Chambœuf, Le Chambon-Feugerolles, La Chapelle-en-Lafaye, Chenereilles, Chevrières, Craintilleux, Cuzieu, Doizieux, Farnay, Firminy, Fontanès, La Fouillouse, Fraisses, La Gimond, Graix, Grammond, La Grand-Croix, Grézieux-le-Fromental, L'Hôpital-le-Grand, L'Horme, Jonzieux, Luriecq, Magneux-Haute-Rive, Marcenod, Marclopt, Marlhes, Marols, Merle-Leignec, Montarcher, Montrond-les-Bains, Périgneux, Planfoy, Rivas, Rozier-Côtes-d'Aurec, Saint-André-le-Puy, Saint-Bonnet-les-Oules, Saint-Chamond, Saint-Christo-en-Jarez, Saint-Cyprien, Saint-Galmier, Saint-Genest-Lerpt, Saint-Genest-Malifaux, Saint-Georges-Haute-Ville, Saint-Héand, Saint-Jean-Bonnefonds, Saint-Laurent-la-Conche, Saint-Marcellin-en-Forez, Saint-Maurice-en-Gourgois, Saint-Médard-en-Forez, Saint-Paul-en-Cornillon, Saint-Paul-en-Jarez, Saint-Just-Saint-Rambert, Saint-Régis-du-Coin, Saint-Romain-le-Puy, Saint-Romain-les-Atheux, Saint-Thomas-la-Garde, Soleymieux, Sorbiers, Sury-le-Comtal, La Talaudière, Tarentaise, La Terrasse-sur-Dorlay, Thélis-la-Combe, La Tour-en-Jarez, La Tourette, Unias, Unieux, Valfleury, La Valla-en-Gier, Veauche, Veauchette, La Versanne. |
| Communes de la couronne    | Haute-Loire | 14       | Aurec-sur-Loire, Bas-en-Basset, La Chapelle-d'Aurec, Malvalette, Monistrol-sur-Loire, Pont-Salomon, Saint-Didier-en-Velay, Saint-Ferréol-d'Auroure, Saint-Just-Malmont, Saint-Romain-Lachalm, Saint-Victor-Malescours, La Séauve-sur-Semène, Valprivas, Les Villettes. |

## Démographie
Cette aire est catégorisée dans les aires de 200 000 à moins de 700 000 habitants, une catégorie qui regroupe 23,6 % de la population au niveau national,.